# 大小限制公理
在类理论中，大小限制公理声称对于任何类 C，C 是真類(不可以是其他类的元素的类)，当且仅当冯·诺伊曼全集 V (所有集合的类)能一一映射到 C。
{\displaystyle \forall C[\lnot \exists W(C\in W)\iff \exists F(\forall x[\exists W(x\in W)\Rightarrow \exists s(s\in C\land \langle x,s\rangle \in F)]\land }
{\displaystyle \forall x\forall y\forall s[(\langle x,s\rangle \in F\land \langle y,s\rangle \in F)\Rightarrow x=y])].}
这个公理由冯·诺伊曼提出。它蕴涵了分类公理模式、替代公理模式和全局选择公理。大小限制公理蕴涵全局选择公理是因为序数的类不是集合，因此有从全集到序数们的单射。所以集合的全集是良序的。

## 參看
- 全局选择公理
- 大小限制
- 冯诺伊曼-博内斯-哥德尔集合论
- Morse-Kelley 集合论